# Fiszter Zsuzsanna
Fiszter Zsuzsanna (Kazincbarcika, 1993. január 31. –) jogász, politikus, közszereplő, a Mi Hazánk Mozgalom végrehajtási, hitelügyi szakpolitikusa, 2019-től a Mi Hazánk Ifjai országos szervezője, a Mi Hazánk 2022-es országgyűlési képviselőjelöltje a Borsod-Abaúj-Zemplén megyei 4. sz. országgyűlési egyéni választókerületben.

## Tanulmányok, család
Kazincbarcikán él születése óta, egy gyermeke van. 
Felsőfokú jogi tanulmányait a Miskolci Egyetem Állam- és Jogtudományi Karán végezte el 2018-ban. Szakdolgozatát „A nonprofit gazdasági társaságok és a közhasznú társaságok Magyarországon” címmel írta.

## Politikai pálya
Politikai pályáját 14-15 évesen a Jobbik Magyarországért Mozgalomban kezdte, eleinte szimpatizánsként, majd alapszervezeti vezetőként, Kazincbarcikán.
A kommunista utcanevek megszüntetéséért emelt szót már ekkor is.
2014-ben az önkormányzati képviselők választásán Kazincbarcikán volt képviselőjelölt.
2018. júniusban, a Jobbik májusi tisztújító kongresszusát követően – sok más szervezethez hasonlóan – a kazincbarcikai szervezet is feloszlásáról és a Toroczkai Lászlóék által életre hívott Mi Hazánk Mozgalomhoz való csatlakozásáról tett közzé közleményt.
2018-tól a Mi Hazánk ifjúsági szervezetének, a Mi Hazánk Ifjainak vezetőségi tagja, országos szervezője.
2019-ben az európai parlamenti képviselők választásán a Mi Hazánk Mozgalom önálló listájának 7. helyén volt képviselőjelölt.
A 2019. évi helyi önkormányzati választáson a Mi Hazánk Mozgalom Borsod-Abaúj-Zemplén megyei közgyűlési listáján 3. helyen szerepelt.
2021. március 10-én Pakusza Zoltán, a Mi Hazánk megyei elnöke mutatta be a 2022-es magyarországi országgyűlési választáson a Mi Hazánk Mozgalom Borsod-Abaúj-Zemplén megyei 4. sz. országgyűlési egyéni választókerületben induló országgyűlési képviselő-jelöltjeként.
A Mi Hazánk „Búvár Kund akciócsoport” vezetőjeként és végrehajtási, hitelügyi szakpolitikusaként számos végrehajtási és hitelügyben lépett fel a károsultak védelme érdekében, a visszaélések ellen.